# Phyllomya humilis
Phyllomya humilis är en tvåvingeart som beskrevs av Hiroshi Shima 1988. Phyllomya humilis ingår i släktet Phyllomya och familjen parasitflugor. Inga underarter finns listade i Catalogue of Life.